# Четинкая Тюрк
Четинкая Тюрк (на турски: Çetinkaya Türk Spor Kulübü) познат още като Кърмъзъ Шимшеклер е футболен клуб от Северен Кипър, гр. Никозия.

## История
Лефкоша Тюрк Спор Кулубю (на турски: Lefkoşa Türk Spor Kulübü) (превод: „Турския спортен клуб на Никози“я) е основан през 1930 г. Бил е един от членовете на сформираната Кипърска Първа Дивизия, единствения турски клуб, плюс 7 гръцки отбора – Олимпиакос Никозия, Тръст, АЕЛ, Арис Лимасол, АПОЕЛ, Анортозис и ЕПА Ларнака. 
През 1943 е създаден клуб с името Четинкая Тюрк Аснаф Очайъ (превод: „Асоциация на турските занаятчии“), но след като не успява да получи членство в кипърската федерация и да учавства в първенствата, то той се обединява през 1949-та с „Лефкоша Тюрк Спор Кулубю“ и приема името Четинкая Тюрк Спор Бирлиги.
До 2024 година той е единствения отбор в Кипър печелил всички състезания в двете части на острова. Въпреки това той не учавства в европейските клубни турнири, тъй като Северен Кипър не е признат международно. През 2007 година президентът на Северен Кипър Ферди Сабит Сойер се опитва да уреди приятелски мач с английския Лутън Таун и почти успява, но в последния момент се намесва ФИФА и двубоят е провален.
Шампион на Кипър през 1950/51 и на Северен Кипър (14 пъти). Носител на Купата на Кипър (2 пъти) и на Северен Кипър (17 пъти).
През 1955 е основана Кипърската турска футболна федерация и „Четинкая“ се премества в това първенство. Четеринадесет години по-късно получава трофея от Суперкупата за вечно притежание, който е под формата на щит и е поставен в музея на клуба.

## Успехи

### В Кипърската Футболна асоциация (между 1934 – 1954 г.)
- Кипърска Първа Дивизия 
  -  Шампион (1): 1950/51
  -  Вицешампион (1): 1934/35
  -  Бронзов медал (4): 1935/36, 1936/37, 1937/38, 1951/52
- Купа на Кипър 
  -  Носител (2): 1951/52, 1953/54
  -  Финалист (2): 1935/36, 1952/53
- Суперкупа на Кипър 
  -  Носител (3): 1951, 1952, 1954

## В Биринчи Лиг
- Биринчи Лиг 
  -  Шампион (14): 1957/58, 1959/60, 1960/61, 1961/62, 1969/70, 1996/97, 1997/98. 1999/2000, 2001/02, 2003/04, 2004/05, 2006/07, 2011/12, 2012/13
  -  Вицешампион (7): 1955/56, 1956/57, 1958/59, 1968/69, 1989/90, 2002/03, 2005/06
  -  Бронзов медал (6): 1962/63, 1972/73, 1985/86, 1998/99, 2000/01, 2017/18
- Купа на Северен Кипър и Купа на Федерацията 
  -  Носител (17): 1955/56 (аматьорска), 1956/57, 1957/58, 19587/59, 1959/60, 1962/63, 1968/69, 1969/70, 1975/76, 1990/91, 1991/92, 1992/93, 1995/96, 1998/99, 2000/01, 2005/06, 2010/11
  -  Финалист (1): 1997/98
- Купа на Джумхурбашканлиги (Суперкупа)
  -  Носител (9): 1991, 1992, 1993, 1996, 1998, 2001, 2006, 2011, 2012
  -  Финалист (4): 1997, 1999, 2000, 2013
- Купа на Д-р Фазил Кючюк 
  -  Носител (5):  1992, 1993, 1996, 1998, 2000
  -  Финалист (3): 1991, 1999, 2001
- Купа Башбанлък  
  -  Финалист (2): 1990, 1998